# Ioannis Simoni
Ioannis Simoni (griechisch Ιωάννης Σιμόνης, * 1. November 2000) ist ein griechischer Leichtathlet, der sich auf den Sprint spezialisiert hat.

## Sportliche Laufbahn
Erste internationale Erfahrungen sammelte Ioannis Simoni im Jahr 2024, als er bei den Balkan-Meisterschaften in Izmir in 47,97 s den fünften Platz im B-Lauf über 400 Meter belegte und mit der griechischen 4-mal-400-Meter-Staffel in 3:10,47 min den vierten Platz belegte. Im Jahr darauf gewann er bei den Balkan-Meisterschaften in Volos in 3:07,48 min die Bronzemedaille mit der Männerstaffel hinter den Teams aus der Ukraine und Slowenien und sicherte sich in der Mixed-Staffel in 3:24,86 min die Silbermedaille hinter dem türkischen Team.
2025 wurde Simoni griechischer Meister im 400-Meter-Lauf sowie 2024 in der 4-mal-400-Meter-Staffel.

## Persönliche Bestleistungen
- 400 Meter: 46,94 s, 2. August 2025 in Volos
  - 400 Meter (Halle): 49,05 s, 22. Februar 2025 in Piräus